# 梅垣洋一郎
梅垣 洋一郎（うめがき よういちろう、1922年3月3日 - 2010年1月2日）は、日本の医師、医学者。専門は放射線医学。日本の放射線治療の発展に貢献した。

## 略歴
1945年東京帝国大学医学部医学科卒業。同大医学部放射線科助手、癌研究会付属病院放射線科医員（塚本憲甫に師事）、千葉大学医学部放射線科助教授を経て、1958年信州大学医学部放射線科教授に就任。1962年に国立がんセンターの初代総長であった田宮猛雄に乞われて初代放射線診療部長に就任、在任中に池田勇人首相（当時）の下咽頭がんの診療にも従事した。その後も放射線医学総合研究所臨床研究部長、癌研究会付属病院放射線科部長などを歴任。日本学術会議第13期会員。

## 主な功績
精密な画像診断と放射線ビーム制御を組み合わせた画像誘導放射線治療に関する研究をはじめ、術中照射法、高精度高濃度治療法の開発、コンピュータの診断・治療への導入、ポジトロン核医学など、先進性と独創性の高い研究活動を展開した。
また、放射線医学総合研究所における重粒子線治療の導入に携わるなど日本国内のがん治療設備・環境の充実にも貢献した。

## 主な受賞
- 1991年 高松宮妃癌研究基金学術賞
- 1993年 日本癌治療学会中山恒明賞[6]
- 2008年 日本癌学会長與又郎賞[5]

## 梅垣賞
1995年から日本放射線腫瘍学会では、若い放射線科医、研究者への顕彰を目的とした、「梅垣賞」の授与を行っている。